# Kazuko Miyamoto
Kazuko Miyamoto (宮本 和子, Tokio, 1942) is een in Japan geboren Amerikaanse visuele kunstenaar en performance artiest. Ze is bekend van minimalistische en postminimalistische installaties. Haar kunstwerken werden geïnspireerd door natuurlijke structuren. Kazuko Miyamoto was een belangrijke kunstenaar binnen de kunstscene in de Lower East Side van New York. Ze verlegde de grenzen van de minimal art door bruggen te bouwen tussen westerse kunst en haar Japanse erfgoed.

## Leven
Kazuko Miyamoto werd in 1942 geboren in Tokio tijdens de Tweede Wereldoorlog. In 1964 emigreerde ze naar New York, waar ze grafische kunst studeerde. Haar schilderleraar was Charles Alston (1907-1977), een van de belangrijkste schilders van de Harlem Renaissance. Ze werd een van de eerste leden van de feministische A.I.R. Gallery, de eerste kunstruimte in de Verenigde Staten die uitsluitend door vrouwelijke kunstenaars werd gerund. In 1968 onmoette Kazuko Miyamoto de Amerikaanse minimalistische kunstenaar Sol LeWitt en gingen zij een langdurige samenwerking aan. Beiden probeerden buiten de kaders van traditionele kunstwerken te werken en gedurende tientallen jaren zouden ze invloed op elkaars kunst uitoefenen. Kazuko Miyamoto was onder meer de productieassistent van de Wall drawings van Sol LeWitt. Kazuko Miyamoto maakte fotografisch werk van zichzelf in werken van Sol Lewitt. In 1986 richtte ze de galerie Onetwentyeight op, waar ze tentoonstellingen van post-migrantenkunst promootte.

## Werk
Van 1972 tot 1979 werkte Kazuko Miyamoto aan een serie baanbrekende installaties, bekend als String Constructions. In eerste instantie waren deze Constructions eenvoudige tweedimensionale werken. Ze werkte met industrieel katoenen touw gewikkeld om spijkers die in de wand waren geslagen. In de loop van de tijd werden de String Constructions steeds complexer en meerdimensionaal. Ze maakte met haar String Constructions vanaf de muur verbinding met de vloer, en uiteindelijk kwamen de werken volledig los van de muur op zichzelf te staan. De Constructions kregen steeds complexere geometrische vormen, met honderden of zelfs duizenden snaren. Voor een werk in de expositieruimte Invisible Exports in 2014 plakte Kazuko Miyamoto afplakband op een muur in de vorm van een kromme ladder. Ze sloeg spijkers in deze vorm en tekende kleine halve cirkels met potlood tussen de spijkers. Vervolgens sloeg ze een tweede set spijkers in de vloer, deze waren gerangschikt in een zigzagpatroon en spande ze met de hulp van een assistent verschillende lengtes van haar eigen met de hand geverfde katoenen draad strak tussen de twee sets spijkers.
Vanaf de jaren tachtig raakte Kazuko Miyamoto steeds meer geïnteresseerd in het fysieke menselijke lichaam. Ze begon met het uitvoeren van performances, en zou deze regelmatig blijven uitvoeren gedurende haar hele carrière.
In 1983, geïnspireerd door haar zwangerschap, sloeg Kazuko Miyamoto's kunst een nieuwe richting in. Voor de solo tentoonstelling Nesting in de A.I.R. Gallery in New York creëerde ze grote sculpturen waarin ze boomtakken als een nest aan elkaar weefde met bruin papier dat ze draaide zodat het op grote touwen leek. Deze kunstwerken werden geïnspireerd door natuurlijke structuren, en deden denken aan de grote shimenawa-touwen die voor Japanse Shinto-heiligdommen te vinden zijn.

## Werk in openbare Collecties
Werken van Kazuko Miyamoto zijn onder andere opgenomen in de collecties van het Metropolitan Museum of Art, het Museum of Modern Art, het Princeton University Art Museum, het National Museum of Modern Art in Tokio, het National Museum of Modern Art in Kyoto, het Lentos Art Museum, de Art Gallery of New South Wales, het Smithsonian American Art Museum en de Yale University Art Gallery.